# 熊本県道・福岡県道6号玉名立花線
熊本県道・福岡県道6号玉名立花線（くまもとけんどう・ふくおかけんどう6ごう たまなたちばなせん）は、熊本県玉名市から福岡県八女市に至る県道（主要地方道）である。

## 概要
熊本県玉名市両迫間から福岡県八女市立花町上辺春に至る。福岡県側の延長距離は約680 mで、大半が熊本県に属する。

### 路線データ
- 起点：熊本県玉名市高瀬（高瀬交差点、熊本県道347号寺田岱明線交点）
- 終点：福岡県八女市立花町上辺春（国道3号交点）

## 歴史
- 1959年（昭和34年） - 福岡県告示により、福岡県内が県道玉名立花線として路線認定される（当時の整理番号は20）。
- 1960年（昭和35年） - 熊本県告示により、熊本県内間が県道玉名立花線として路線認定される（当時の整理番号は32）。
- 1970年（昭和45年） - 1972年（昭和47年）頃 - 熊本県の整理番号が122に変更される。
- 1973年（昭和48年） - 福岡県告示により、福岡県の整理番号が122に変更され、122号として統一される。
- 1982年（昭和57年） - 建設省告示により、主要地方道玉名立花線に指定される。同年10月の熊本県・翌年2月の福岡県それぞれの告示により、路線番号が6に変更される[注釈 1]。
- 1993年（平成5年）5月11日 - 建設省から、県道玉名立花線が玉名立花線として主要地方道に再指定される[1]。

## 路線状況

### 重複区間
- 熊本県道・福岡県道4号玉名八女線（熊本県玉名市両迫間・新玉名駅入口交差点 - 玉名市玉名）
- 熊本県道16号玉名山鹿線（熊本県玉名市両迫間・新玉名駅入口交差点 - 玉名市玉名）
- 福岡県道・熊本県道3号大牟田植木線（熊本県玉名郡和水町内田 地内）
- 熊本県道315号竈門菰田山鹿線（熊本県玉名郡和水町久井原 - 玉名郡和水町竈門）
- 熊本県道194号和仁菊水線（熊本県玉名郡和水町下津原 - 玉名郡和水町平野）
- 熊本県道315号竈門菰田山鹿線（熊本県玉名郡和水町下津原 - 玉名郡和水町平野）

### 道路施設

#### 橋梁
- 熊本県
  - 竃門大橋（菊池川、玉名郡和水町）

## 地理

### 通過する自治体
- 熊本県
  - 玉名市
  - 玉名郡和水町
- 福岡県
  - 八女市

### 交差する道路
| 交差する道路                                                                               | 都道府県名 | 市町村名 | 市町村名 | 交差する場所 | 交差する場所       |
| ------------------------------------------------------------------------------------------ | ---------- | -------- | -------- | ------------ | ------------------ |
| 熊本県道347号寺田岱明線                                                                    | 熊本県     | 玉名市   | 玉名市   | 高瀬         | 高瀬交差点 / 起点  |
| 熊本県道302号稲佐津留玉名線                                                                | 熊本県     | 玉名市   | 玉名市   | 秋丸         | 秋丸交差点         |
| 国道208号 熊本県道・福岡県道4号玉名八女線 重複区間起点 熊本県道16号玉名山鹿線 重複区間起点 | 熊本県     | 玉名市   | 玉名市   | 両迫間       | 新玉名駅入口交差点 |
| 熊本県道・福岡県道4号玉名八女線 重複区間終点                                               | 熊本県     | 玉名市   | 玉名市   | 玉名         |                    |
| 熊本県道16号玉名山鹿線 重複区間終点                                                        | 熊本県     | 玉名市   | 玉名市   | 玉名         |                    |
| 福岡県道・熊本県道3号大牟田植木線 重複区間起点                                             | 熊本県     | 玉名郡   | 和水町   | 内田         |                    |
| 福岡県道・熊本県道3号大牟田植木線 重複区間終点                                             | 熊本県     | 玉名郡   | 和水町   | 内田         |                    |
| 熊本県道315号竈門菰田山鹿線 重複区間起点                                                   | 熊本県     | 玉名郡   | 和水町   | 久井原       |                    |
| 熊本県道315号竈門菰田山鹿線 重複区間終点                                                   | 熊本県     | 玉名郡   | 和水町   | 竈門         |                    |
| 熊本県道194号和仁菊水線 重複区間起点                                                       | 熊本県     | 玉名郡   | 和水町   | 下津原       |                    |
| 熊本県道315号竈門菰田山鹿線 重複区間起点                                                   | 熊本県     | 玉名郡   | 和水町   | 下津原       |                    |
| 熊本県道194号和仁菊水線 重複区間終点 熊本県道315号竈門菰田山鹿線 重複区間終点              | 熊本県     | 玉名郡   | 和水町   | 平野         |                    |
| 国道443号                                                                                  | 熊本県     | 玉名郡   | 和水町   | 津田         |                    |
| 熊本県道195号和仁山鹿線                                                                    | 熊本県     | 玉名郡   | 和水町   | 板楠         |                    |
| 国道3号 国道35号 重複                                                                      | 福岡県     | 八女市   | 八女市   | 立花町上辺春 | 終点               |

### 交差する鉄道
- 九州新幹線

### 沿線
玉名市の起点から玉名郡和水町までは、菊池川とほぼ並行している。
- JR九州九州新幹線 新玉名駅
- 玉名市立玉陵中学校
- 玉名市立玉陵小学校
- 白石堰
- 三加和温泉
- 和水町立三加和中学校
- 和水町立三加和小中学校
- 和水町役場三加和総合支所

### 峠
- 熊本県
  - 猿懸峠（玉名郡和水町 - 福岡県八女市）